# Danh sách trang bị của Lục quân Venezuela
Đây là danh sách các trang thiết bị được Quân đội Venezuela sử dụng.

## Vũ khí bộ binh
| Súng trường tấn công                 | Súng trường tấn công        | Súng trường tấn công | Súng trường tấn công | Súng trường tấn công | Súng trường tấn công | Súng trường tấn công | Súng trường tấn công |
| ------------------------------------ | --------------------------- | -------------------- | --- | -------------------- | -------------------- | -------------------- | -------------------- |
| Nga/ Venezuela                       | Kalashnikov AK-103          | 7.62×39mm            | Được sản xuất theo giấy phép mua năm 2006 với giá 52 triệu đô la. Hai hợp đồng ký năm 2006 với giá 474,6 triệu USD để sản xuất AK-103. Súng trường tấn công tiêu chuẩn. |                      |                      |                      |                      |
| Bỉ                                   | FN FNC                      | 5.56×45mm NATO       | |                      |                      |                      |                      |
| Súng trường chiến đấu                |                             |                      | |                      |                      |                      |                      |
| Bỉ                                   | FN FAL                      | 7.62×51mm NATO       | |                      |                      |                      |                      |
| Súng máy                             |                             |                      | |                      |                      |                      |                      |
| Bỉ                                   | FN Minimi                   | 5.56×45mm NATO       | |                      |                      |                      |                      |
| Bỉ                                   | FN MAG                      | 7.62×51mm NATO       | |                      |                      |                      |                      |
| Hoa Kỳ                               | M60                         | 7.62×51mm NATO       | |                      |                      |                      |                      |
| Hoa Kỳ                               | Browning M2HB               | 12.7×99mm NATO       | |                      |                      |                      |                      |
| Súng tiểu liên                       |                             |                      | |                      |                      |                      |                      |
| Đức                                  | H&K MP5                     | 9×19mm NATO          | |                      |                      |                      |                      |
| Israel                               | IMI UZI                     | 9×19mm NATO          | |                      |                      |                      |                      |
| Venezuela                            | CAVIM Orinoco IV            |                      | Súng tiểu liên thiết kế nội địa mới |                      |                      |                      |                      |
| Bỉ                                   | FN P90                      | 5.7×28mm             | |                      |                      |                      |                      |
| Trung Quốc                           | CF-05                       | 9×19mm NATO          | Phục vụ cho Tiểu đoàn Đặc công 509 của Quân đội. |                      |                      |                      |                      |
| Súng lục                             |                             |                      | |                      |                      |                      |                      |
| Áo                                   | Glock 17                    | 9×19mm NATO          | |                      |                      |                      |                      |
| Bỉ                                   | Browning Hi-Power           | 9×19mm NATO          | |                      |                      |                      |                      |
| Súng trường thiện xạ và súng bắn tỉa |                             |                      | |                      |                      |                      |                      |
| Hoa Kỳ                               | M14                         | 7.62×51mm NATO       | |                      |                      |                      |                      |
| Hoa Kỳ                               | M700                        |                      | |                      |                      |                      |                      |
| Nga                                  | SVD                         | 7.62×54mmR           | |                      |                      |                      |                      |
| Súng chống tăng mang vác             |                             |                      | |                      |                      |                      |                      |
| Thụy Điển                            | AT4                         | 84×1020mm            | |                      |                      |                      |                      |
| Thụy Điển                            | Bofors RBS-70               | 106mm                | |                      |                      |                      |                      |
| Nga                                  | 9K338 Igla-S (SA-24 Grinch) | 72mm                 | [ 4 ] |                      |                      |                      |                      |
| Nga                                  | RPG-7                       | 40mm                 | |                      |                      |                      |                      |

## Pháo binh
| Xuất xứ                             | Vũ khí                         | Loại                               | Số lượng | Hình ảnh                  |                           |                           |                           |
| Tên lửa- Pháo phòng không           | Tên lửa- Pháo phòng không      | Tên lửa- Pháo phòng không          | Tên lửa- Pháo phòng không | Tên lửa- Pháo phòng không | Tên lửa- Pháo phòng không | Tên lửa- Pháo phòng không | Tên lửa- Pháo phòng không |
| ----------------------------------- | ------------------------------ | ---------------------------------- | --- | ------------------------- | ------------------------- | ------------------------- | ------------------------- |
| Nga                                 | S-300VM                        | Hệ thống đánh chặn tên lửa đạn đạo | 2 hệ thống trong một tiểu đoàn phòng không |                           |                           |                           |                           |
| Nga                                 | BUK-M2                         | Tên lửa đất đối không tầm trung    | Đặt hàng 20 hệ thống, chia sẻ với cảnh sát biển |                           |                           |                           |                           |
| Nga                                 | S-125 Pechora-2M               | Tên lửa đất đối không tầm trung    | Mua mới 11 hệ thống, giao 1 hệ thống vào năm 2011 (tối đa 8 bệ phóng)                                                                                   |                           |                           |                           |                           |
| Nga                                 | ZU-23-2                        | Pháo cao xạ nòng đôi 23mm AA       | Mua 300 khẩu từ Nga. Phiên bản Zom 1–4. Theo dõi mục tiêu tự động (cơ chế + điện tử điều khiển), máy đo xa laser và radar quang học + radar hồng ngoại. |                           |                           |                           |                           |
| Pháo phản lực                       |                                |                                    | |                           |                           |                           |                           |
| Nga                                 | BM-21 Grad                     | Pháo phản lực phóng loạt           | 24 |                           |                           |                           |                           |
| Nga                                 | BM-30 Smerch                   | Pháo phản lực phóng loạt           | 12 |                           |                           |                           |                           |
| Pháo dã chiến-Pháo tự hành-Pháo cối |                                |                                    | |                           |                           |                           |                           |
| Pháp                                | Thomson Brandt MO-120          | Cối 120mm                          | Số lượng không xác định, cũng được sử dụng bởi Dân quân Quốc gia                                                                                        |                           |                           |                           |                           |
| Nga                                 | 2S12 Sani                      | Cối 120mm                          | 48 |                           |                           |                           |                           |
| Nga                                 | 2S23                           | Cối tự hành 120mm                  | 13 |                           |                           |                           |                           |
| Hoa Kỳ                              | Lựu pháo 155mm M114            | Lựu pháo 155 mm                    | 24 khẩu |                           |                           |                           |                           |
| Hoa Kỳ                              | M101A1 105mm howitzer          | Lựu pháo 105mm                     | 40 khẩu |                           |                           |                           |                           |
| Ý                                   | OTO Melara M-56 105mm howitzer | Lựu pháo 105mm                     | 40 khẩu |                           |                           |                           |                           |
| Nga                                 | 2S19 Msta-S                    | Lựu pháo tự hành 152mm             | 48 đợn vị |                           |                           |                           |                           |
| Pháp                                | AMX-13/Mle F.3155mm            | Lựu pháo tự hành 155mm             | 12 chiếc, bị loại bỏ dần bởi 2S19 Msta-S, một chiếc đã được hiện đại hóa                                                                                |                           |                           |                           |                           |

## Phương tiện
| MWV              | MWV                                   | MWV                                      | MWV | MWV | MWV | MWV | MWV |
| ---------------- | ------------------------------------- | ---------------------------------------- | --- | --- | --- | --- | --- |
| Venezuela ·      | Tiuna                                 | Xe tiện ích hạng nhẹ                     | Không xác định |     |     |     |     |
| Áo               | Xe cơ động vượt mọi địa hìnhPinzgauer | Xe quân sự đa dụng                       | 450 đơn vị |     |     |     |     |
| Nhật Bản         | Toyota và Cruiser (J70)               | Xe quân sự đa dụng                       | 983 |     |     |     |     |
| Xe tải           |                                       |                                          | |     |     |     |     |
| Hoa Kỳ · Thụy Sĩ | M35 Fenix                             | Xe tải chở hàng 6x6                      | 1,214 |     |     |     |     |
| Hoa Kỳ           | M-35/A2 Reo                           | Xe tải chở hàng 6x6                      | Không xác định |     |     |     |     |
| Hoa Kỳ           | Chevrolet Kodiak 7A15                 | Kodiak 7A15                              | Không xác định |     |     |     |     |
| Đức              | MAN 20.280D                           | Xe tải chở hàng MAN 20.280D 6x6          | Không xác định |     |     |     |     |
| Nga              | Ural-4320                             | Xe tải chở hàng 6x6                      | Không xác địng |     |     |     |     |
| Nga              | Ural-375D                             | Xe tải chở hàng 6x6                      | Unknown number |     |     |     |     |
| Ý                | IVECO/Fiat 90PM16                     | Xe tải chử hàng 8x8                      | Không xác định |     |     |     |     |
| Trung Quốc       | NORINCO Beiben 2629                   | Xe tải chở hàng 6x6                      | Dự kiến đặt hàng 1.230 chiếc trong tương lai, ước tính 460 xe tải đã được chuyển đến cho Quân đội                                                                           |     |     |     |     |
| Xe thiết giáp    |                                       |                                          | |     |     |     |     |
| Nga              | T-72B1V                               | Xe tăng chiến đấu chủ lực                | 92 chiếc |     |     |     |     |
| Pháp             | AMX-30                                | Xe tăng chiến đấu chủ lực                | 84 chiếc. Những xe AMX-30s và AMX-13C.90s đang bị thay thế dần bởi T-72s, nhưng một chương trình nâng cấp cho chúng đang được tiến hành.                                    |     |     |     |     |
| Anh              | Scorpion 90FV-101                     | Xe tăng hạng nhẹ                         | 78 chiếc |     |     |     |     |
| Pháp             | AMX-13C.90                            | Xe tăng hạng nhẹ                         | 36 chiếc |     |     |     |     |
| Pháp             | AMX-13 Rafaga                         | Xe tăng hạng nhẹ                         | Không rõ số lượng |     |     |     |     |
| Pháp             | AMX-13 VTT-VCI                        | Xe tăng hạng nhẹ và xe bọc thép chở quân | 75 xe (các biến thể được sử dụng cho cứu thương, xe thu hồi, xe chỉ huy pháo binh và các vai trò chỉ huy) (25 VTT / VCI, 10 VTT / LT, 20 VTT / PM, 12 VTT / PC, 8 VTT / TB) |     |     |     |     |
| Nga              | BMP-3                                 | Xe ciến đấu bộ binh                      | 130 BMP-3M, 10 BREM-L và một số BMP-K đã được đặt hàng, giao hàng đầu tiên vào năm 2011                                                                                     |     |     |     |     |
| Nga              | BTR-80A                               | Xe thiết giáp chở quân                   | 114 chiếc |     |     |     |     |
| Đức              | TPz Fuchs                             | Xe thiết giáp chở quân                   | 14 chiếc |     |     |     |     |
| Hoa Kỳ           | V-100/V-150 Commando                  | Xe thiết giáp chở quân                   | 80 chiếc trong kho (50 LAV-100, 30 LAV-150) |     |     |     |     |
| Hoa Kỳ           | Dragoon 300 LFV2                      | Xe bọc thép                              | 42 đơn vị (biến thể được sử dụng cho cứu thương, xe thu hồi, xe chỉ huy pháo binh và các vai trò chỉ huy), sẽ được hiện đại hóa                                             |     |     |     |     |
| Hoa Kỳ           | Dragoon AFV                           | xe bọc thép                              | 59 chiếc đang được lưu trữ (25 APC, 21 PM, 11 P, 2 R) |     |     |     |     |
| Pháp             | Panhard AML S 530                     | Xe bọc thép                              | 10 |     |     |     |     |
| Trung Quốc       | Norinco CS/VP4                        | Xe bọc thép                              | Biến thể Trung Quốc loạt Argo ATV của Canada, ước tính 70 chiếc được mua cho các tiểu đoàn biên phòng Lục quân như một phần của đơn đặt hàng chung với Thủy quân lục chiến  |     |     |     |     |

## Máy bay
| Máy bay                   | Hình ảnh     | Xuất xứ        | Lại                           | Phục vụ      |              |
| Cánh cố định              | Cánh cố định | Cánh cố định   | Cánh cố định                  | Cánh cố định | Cánh cố định |
| ------------------------- | ------------ | -------------- | ----------------------------- | ------------ | ------------ |
| IAI Arava                 |              | Israel         | Máy bay vận tải hạng nhẹ      | 8            |              |
| Cessna 206                |              | Hoa Kỳ         | Máy bay vận tải hạng nhẹ      | 11           |              |
| Cessna 182                |              | Hoa Kỳ         | Máy bay vận tải hạng nhẹ      | 6            |              |
| Beechcraft Super King Air |              | Hoa Kỳ         | Máy bay vận tải               | 5            |              |
| PZL M28                   |              | Bản mẫu:Ba Lan | Máy bay vận tải hạng nhẹ      | 12           |              |
| Máy bay trực thăng        |              |                |                               |              |              |
| Mil Mi-35M2 Caribe        |              | Nga            | Trực thăng tấn công           | 10           |              |
| Mil Mi-17V-5 Panare       |              | Nga            | Trực thăng vận tải            | 20           |              |
| Mil Mi-26T-2 Pemón        |              | Hoa Kỳ         | Máy bay trực thăng vận tải    | 3            |              |
| Bell 206B Jet Ranger      |              | Hoa Kỳ         | Trực thăng vận tải            | 2            |              |
| Bell 412 EP               |              | Hoa Kỳ         | Trực thăng vận tải / tấn công | 10           |              |
| AS-61D Sea King           |              | Ý Hoa Kỳ       | Trực thăng vận tải            | 3            |              |